# 오타촌 (나가노현)
오타촌(太田村)은 나가노현 시모미노치군에 있던 촌이다. 현재의 이야마시에 해당한다.

## 역사
- 1889년 4월 1일 - 정촌제 시행에 의해 2촌의 구역을 확장해 성립하였다.
- 1956년 9월 30일 - 이야마시에 편입해, 동일 오타촌은 폐지되었다.

## 교통

### 철도
현재는 구 촌역에 일본국유철도 이야마선이 통과하지만 당시엔 미개통

## 참고문헌
- 角川日本地名大辞典 20 長野県